# Chortipphus acroleucus

{{Taxobox
| name = 
| status = vu | status_system = IUCN3.1
| status_ref =
| image =
| regnum = 
| phylum = 
| classis = 
| ordo = 
| familia = 
| genus = 
| binomial = 
| range_map=
| range_map_caption=
| binomial_authority = -{Müller, 1924
}-
}}
Chortipphus acroleucus је инсект из реда Orthoptera и фамилије Acrididae.

## Угроженост
Ова врста се сматра рањивом у погледу угрожености врсте од изумирања.

## Распрострањење
Врста је присутна у следећим државама: Мађарска и Румунија.